# Deux Impromptus op. 14
Les Deux Impromptus op. 14 sont deux pièces pour piano du compositeur russe Alexandre Scriabine, écrites en 1895.